# Norman Fruchter
Norman Fruchter, né en 1937 à Philadelphie et mort le 4 janvier 2023 à Brooklyn, est un cinéaste américain. Membre de l'agence Newsreel, il a coréalisé notamment 3 documentaires.

## Filmographie
1966
Troublemakers (avec Robert Machover)
1969
Summer '68 (avec John Douglas)
People's War (avec John Douglas et Robert Kramer)